# Ministério do Planeamento e Coordenação Económica
O Ministério do Planeamento e Coordenação Económica foi a designação de um departamento dos IV e V Governos Provisórios de Portugal. O único titular da pasta foi Mário Murteira.
Outros ministérios com denominações semelhantes foram o Ministério do Plano e Coordenação Económica, entre 1976 e 1978, e o Ministério da Coordenação Económica e do Plano, entre 1979 e 1980.